# Oliver Beene
Oliver Beene è una sitcom con Grant Rosenmeyer.

## Trama
La sitcom vede come protagonista Oliver Beene, un ragazzo di 11 anni. 

## Interpreti e Personaggi
- Oliver David Beene interpretato da Grant Rosenmeyer (stagione 1-2)
- Dottor Jeremiah "Jerry" Beene interpretato da David Cross
- Charlotte Caroline Beene interpretata da Wendy Makkena